# Histoire des eaux d'Aix-en-Provence
Aix-en-Provence (latin Aquae Sextiae, « Eaux de Sextius ») porte dans son nom même son statut de ville thermale. Paradoxalement, alors que ses eaux sont reconnues pour leur qualité et que, depuis le 12 mars 1913, Aix-en-Provence possède le qualificatif officiel de « ville d'eaux », les Romains ont souhaité faire venir l'eau par aqueduc vers la cité d'Aquae Sextiae (future Aix-en-Provence), souvent par le moyen de techniques remarquables. Avec le déclin de l'Empire romain, les aqueducs tombent en désuétude et la ville ne compte plus que sur ses sources d'eaux pour son approvisionnement, ce qui pose de nombreux soucis lors des périodes de sécheresse où de nombreuses fontaines sont à sec. Il faut attendre les lourds travaux du XIXe siècle pour assister à un nouvel essor de l'approvisionnement en eau et que la ville se dote de structures lui permettant de compter sur de grosses réserves d'eau pour sa consommation, mais aussi son embellissement.
Aix-en-Provence possède aujourd'hui de nombreuses fontaines, pour la plupart construites au XVIIe et XVIIIe siècles, qui lui donnent l'image d'une ville aux eaux abondantes. L'histoire montre pourtant qu'Aix n'a pas toujours bénéficié de telles quantités d'eau et a dû construire un important réseau de canalisations pour se doter de l'eau qu'elle possède aujourd'hui.

## Antiquité

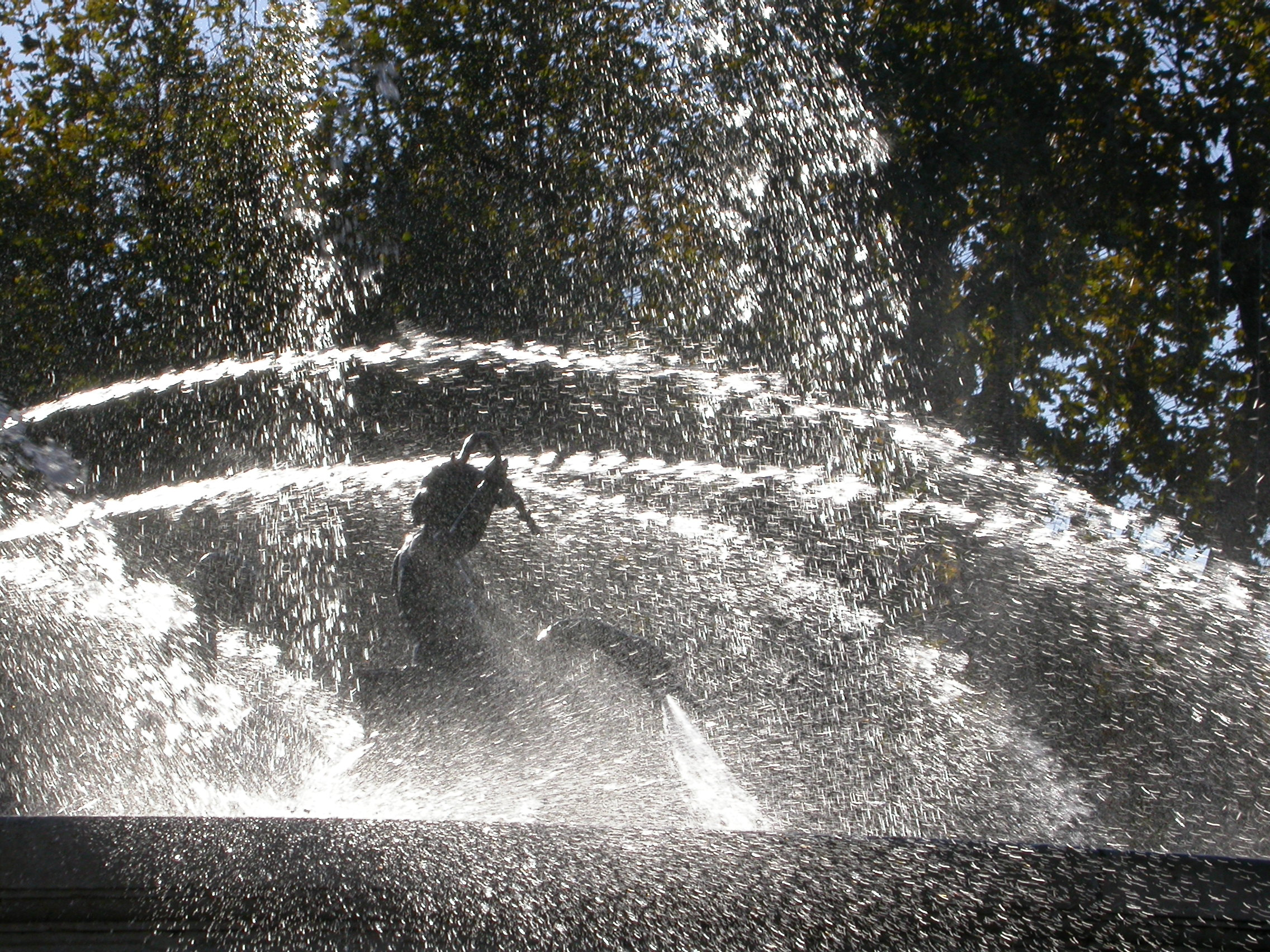
Les eaux de la fontaine de la Rotonde à Aix-en-Provence.

L'histoire des eaux d'Aix-en-Provence débute dès l'Antiquité avec la gestion de l'eau opérée par les Romains dans le but d'alimenter en eau la colonie romaine d'Aquae Sextiae, fondée en 122 av. J.-C. La façon dont les Salyens géraient l'eau dans l'oppidum d'Entremont, qui a précédé la ville d'Aix et dont le site archéologique se situe aujourd'hui à 2 kilomètres au nord de la ville, n'a pas été étudiée. En revanche, l'eau est très présente dans la ville d'Aquae Sextiae, en témoigne son nom latin qui signifie « les Eaux de Sextius ». L'auteur latin Tite-Live écrit en effet que « le proconsul C. Sextius, après avoir vaincu la peuplade des Salluviens, fonda la colonie d'Aquae Sextiae, ainsi appelée en raison à la fois de l'abondance des eaux provenant des sources chaudes et froides et de son propre nom à lui. » Un autre auteur antique évoque les eaux d'Aquae Sextiae. Il s'agit de Sidoine Apollinaire, écrivain gallo-romain du Ve siècle qui écrit : « Phocidas Sextiasque Baias, illustres titulis praeliisque. » Il compare Marseille (Phocidas) et Aquae Sextiae à la ville de Baïes (Baias), en Campanie, célèbre station balnéaire romaine. Cette indication rappelle le statut thermal de la ville d'Aix. Mais dans les premiers temps d'existence de la nouvelle cité, les conflits permanents avec les Salyens empêchent de toute évidence les habitants d'Aix de profiter de leurs sources d'eaux. Selon Tite-Live, les Salyens étaient « un ennemi alerte et agile, dont les brusques apparitions ne laissaient pas un moment de repos aux Romains. » On imagine que, dans ces conditions, le développement du réseau d'eau ne soit pas alors la priorité de l'armée romaine qui stationne à Aix. Cette situation perdure jusqu'en 61 av. J.-C., date de la pacification totale de la région. Mais, en s'installant là, les Romains savent que l'abondance des eaux va permettre un bon développement de la ville. Encore faut-il que, pour permettre une alimentation abondante en eau, un réseau d'aqueducs soit construit. Les eaux ainsi conduites dans la ville servent à la consommation des Aquenses et alimentent les thermes d'Aquae Sextiae. Il est toutefois envisageable que, dans les premiers temps de la ville (IIe et Ier siècles av. J.-C., voire Ier siècle de notre ère), les cours d'eau que sont l'Arc au sud et la Torse au nord suffisent aux besoins d'une ville de faible importance. Mais, alors qu'Aquae Sextiae approche de son apogée, de vifs besoins en eau se font sentir et le faible apport des cours d'eau se révèlent vite insuffisant. Les ingénieurs romains étudient donc la possibilité de faire venir davantage d'eau dans la ville au moyen d'aqueducs.

### Les aqueducs qui alimentent Aquae Sextiae

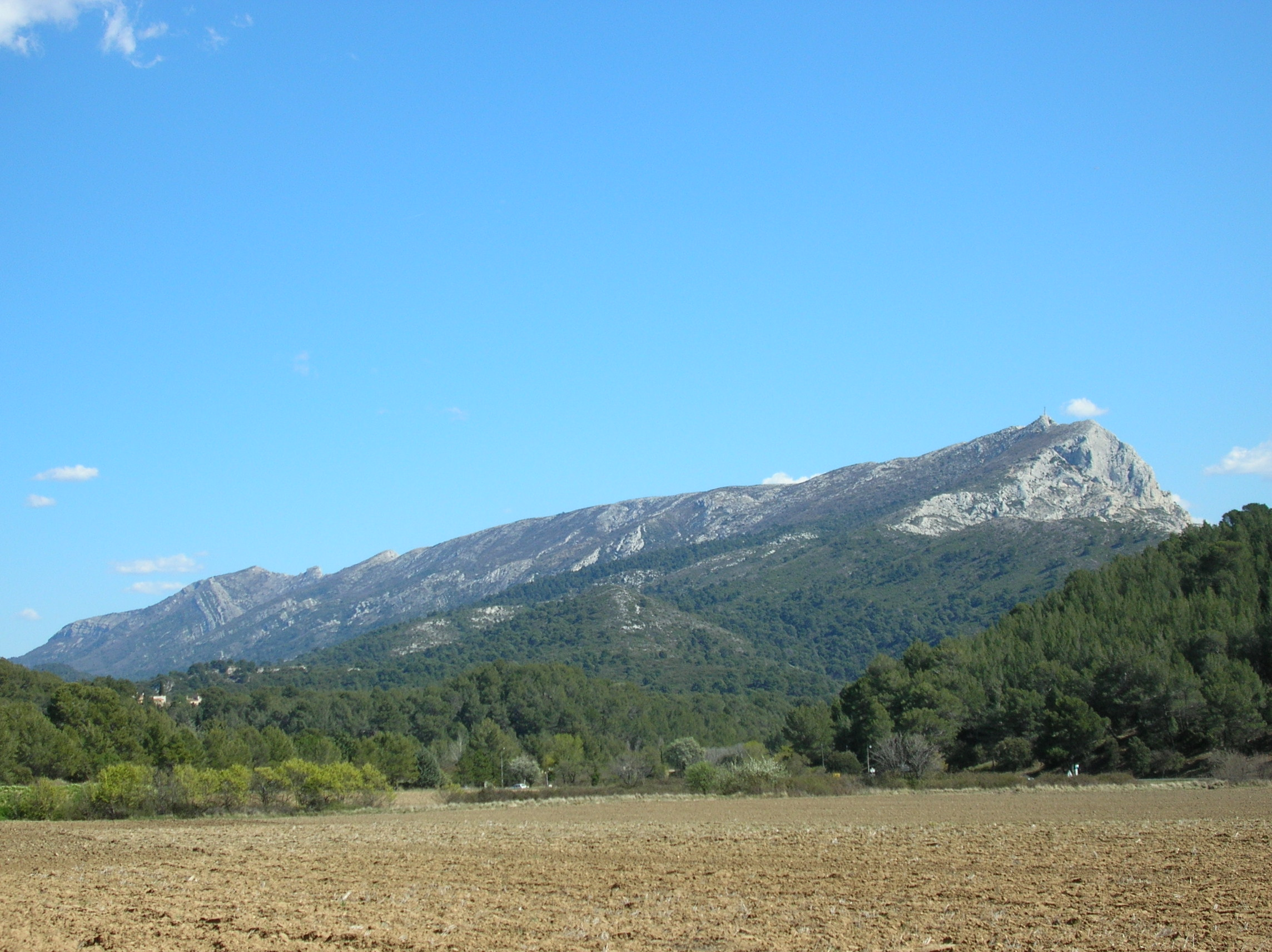
Massif de la montagne Sainte-Victoire, à l'est d'Aix-en-Provence.

La méthode romaine de captation des eaux dans les environs d'Aquae Sextiae est conforme à ce qui a été observée sur d'autres sites contemporains, comme Glanum, dans les Alpilles. Selon l'ingénieur G. Fabre, la technique consiste à relier trois bassins par deux canalisations. Le premier de ces bassins n'est pas accessible ; on ne fait que supposer son existence. Une canalisation de 20 à 30 mètres en sort et mène à une chambre hydraulique – de 3 mètres de longueur sur 2,50 mètres de hauteur et moins de 1,50 mètre de large – pourvue de 3 entrées et sorties d'eaux. Cette chambre assure la régulation de l'écoulement d'eau qui va alimenter environ 15 mètres plus loin un bassin répartiteur de 12 mètres sur 10. Ce troisième bassin a fait l'objet de fouilles.
Les sources qui alimentent Aquae Sextiae proviennent des contreforts de la montagne Sainte-Victoire. Plusieurs aqueducs ont été identifiés, dont l'aqueduc de Traconnade, au nord, l'aqueduc de Vauvenargues et celui du Saint-Antonin à l'est ont fait l'objet d'études. Au temps d'Aquae Sextiae, ces aqueducs, que l'on estime dater du IIe siècle, viennent alimenter les thermes de la ville, mais servent aussi à la consommation quotidienne des Aquenses et assurent la salubrité de la ville en assainissant le réseau des égouts, sans oublier les demeures de notables de la ville, fortes consommatrices d'eau.
Les travaux archéologiques révèlent que ces aqueducs ont sans doute subi de nombreuses modifications lors de leur histoire, notamment en rapport avec leur tracé, lorsqu'il s'avérait qu'un changement de tracé était moins onéreux qu'une réparation. Dans les premiers temps, les aqueducs apportent peu d'eau à la ville et il s'avère nécessaire d'opérer des travaux pour optimiser les ouvrages.
Une deuxième structure hydraulique a été découverte sur la commune de Rognes, au nord-ouest d'Aix-en-Provence. Un réseau de conduites souterraines a été reconnu au plateau de Beaulieu. Une de ces conduites a une dénivellation de 30 mètres sur un parcours de 1 077 mètres, ce qui en fait un ensemble remarquable, dans la mesure où les aqueducs observent généralement une pente de 0,50 à 1,50 mètre pour un kilomètre. Des vestiges de réseaux ou d'aqueducs ont du reste été identifiés à Rognes au quartier des Cannes et de Barbebelle, ainsi qu'au vallon de la Haute-Concernade.
Des aqueducs sont peu connus, en comparaison d'autres édifices similaires construits en Provence à la même époque. Ils témoignent pourtant des prouesses techniques de ses concepteurs, comme le tunnel de Venelles par exemple. Malheureusement, aucune date précise ne peut être donnée quant à la construction de ces ouvrages.

#### Aqueduc de Traconnade

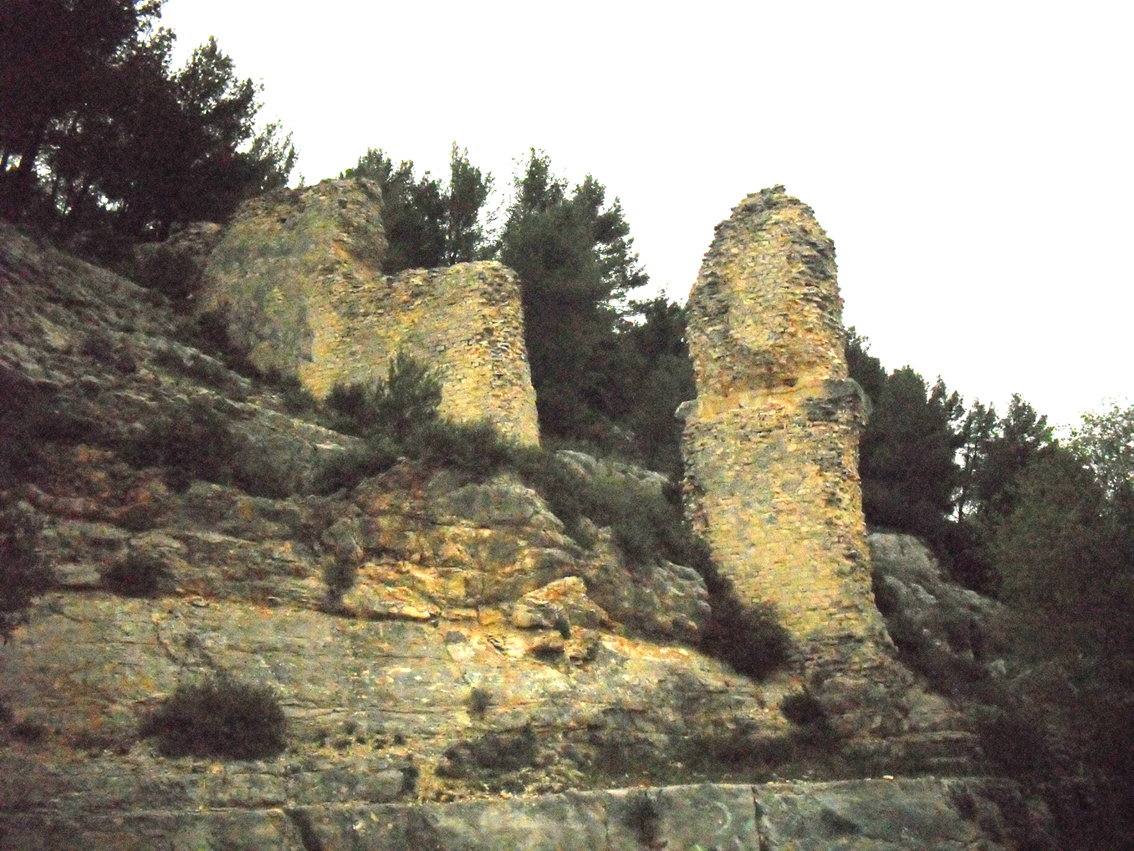
Vestiges de l'aqueduc de la Traconnade sur la commune de Meyrargues (Bouches-du-Rhône).

L'aqueduc de Traconnade, qui prend sa source au sud-ouest du village de Jouques (Bouches-du-Rhône), était long de 27 kilomètres. Par un ingénieux système de transport, les eaux collectées dans ce bassin sont transférées dans le bassin de l'Arc. L'aqueduc de Traconnade peut encore être observé sur le territoire de la commune de Meyrargues ; trois piles et arcades se dressent au milieu d'un champ, dans un décor bucolique. « Le ciment qui lie [ses] pierres, raconte l'historien Garcin en 1835, est plus dur que le poudingue le plus compact. » Cet aqueduc est considéré par d'aucuns comme une réelle prouesse technique du fait qu'il parcourt 8 kilomètres sous le plateau qui sépare la vallée de l'Arc et celle de la Durance. À la surface, cette galerie est reliée par des puits de creusement allant jusqu'à 80 mètres de profondeur. Ce genre de travaux fait montre d'une science extraordinaire, car cette technique, employée lors de la construction du canal de Marseille (1839–1854), semblait dépasser totalement les ingénieurs de la Rome antique. Le parcours de l'aqueduc a commencé à être étudié au début du XXe siècle.

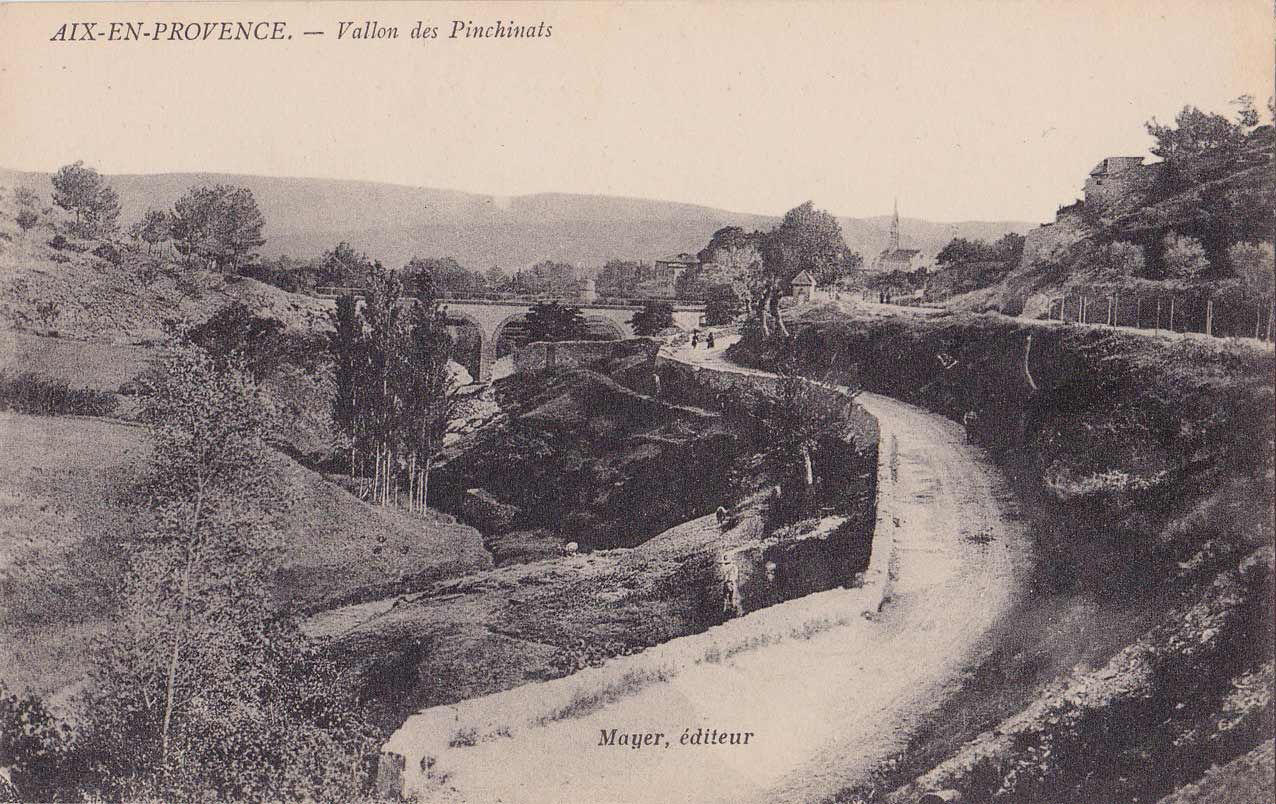
Le vallon des Pinchinats par lequel passe l'aqueduc de Traconnade (photographie prise vers 1905).

Si l'historien Scholastique Pitton affirme avoir vu son système de captation antique, celui-ci a totalement disparu aujourd'hui. Il a sans doute été détruit à la suite des travaux d'aménagement pour l'alimentation de Jouques. Les historiens du XIXe siècle estiment qu'il prend sa source au lieu-dit latin Fons Marii, hypothèse réfutée par plusieurs historiens du siècle suivant. Pour M. Clerc (1916), deux sources distantes de quelques mètres viennent alimenter cet aqueduc au lieu-dit de Traconnade, tandis que J.-M. Rouquette (1954) précise que l'une de ces sources se nomme « Les Bouillidous ».
On pense qu'à son entrée sur la commune de Venelles, l'aqueduc est souterrain et se dirige vers le vallon des Pinchinats. Lorsque l'autoroute A51 a été construite en 1983, les travaux ont rencontré à plusieurs reprises le tracé souterrain de l'aqueduc de Traconnade ce qui permet d'en connaître mieux le tracé. Il s'agit d'un des rares aqueducs qui comptent des nivellements. Seul celui de Nîmes peut à cet égard lui être comparé. Ce tunnel figure parmi les ouvrages les plus remarquables de la Provence antique. Selon J. N. Plichon, 1 000 hommes ont dû être employés pour sa construction qui a probablement duré au moins 5 ans.
Donner une date précise à cet aqueduc reste très aléatoire. Sa technique de construction est celle qui est employée sur des monuments aixois au Ier comme au IIe siècle. Il serait plus logique de le dater du IIe siècle en raison des céramiques de cette période découvertes au-dessus de l'extrados dans la tranchée de l'aqueduc. De plus, la plupart des historiens accorde à l'aqueduc de Traconnade une construction au IIe siècle. Ses dimensions sont moins imposantes que celles d'autres aqueducs contemporains construits en Narbonnaise, comme les aqueducs d'Arles ou de Nîmes, mais elles n'en sont pas très éloignées, d'autant que Traconnade reçoit l'apport des eaux de l'aqueduc de Saint-Antonin et de celui de la Touloubre.
On peut aujourd'hui observer les restes de cet aqueduc sur la commune de Meyrargues. Ils ont été classés monument historique le 7 novembre 1922.

#### Aqueduc de Vauvenargues

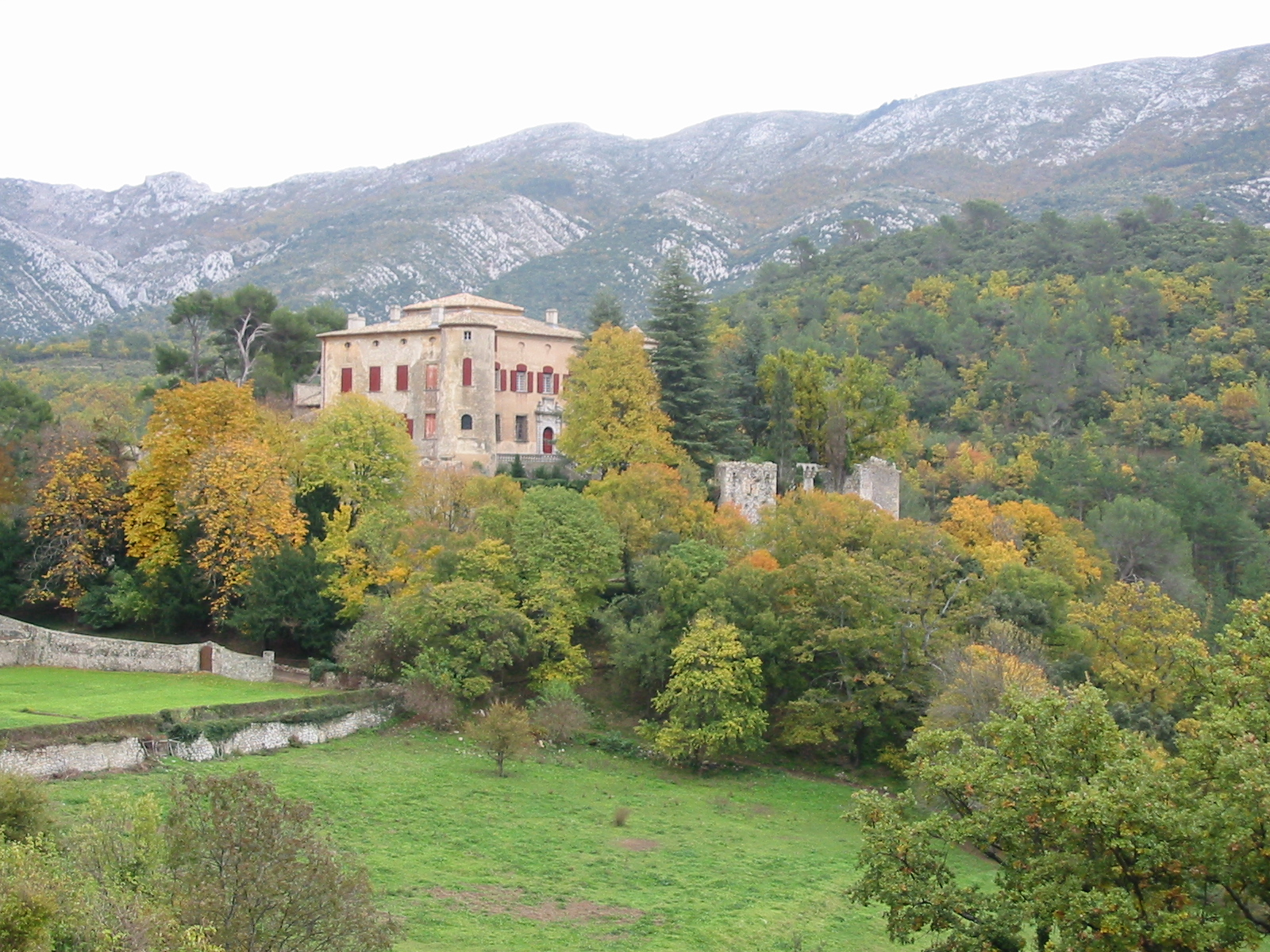
Vallée de Vauvenargues et son château.

L'archéologue Núria Nin a localisé huit points attribués à la canalisation de l'aqueduc de Vauvenargues. Ils se situent sur le territoire de la commune de Vauvenargues, sur le piémont nord de la montagne Sainte-Victoire. On aurait trouvé trace de ce même aqueduc au vallon de Repentance, à Aix-en-Provence, et lors de travaux au quartier des Deux-Cents-Logements. Cet aqueduc puisait ses eaux aux sources de Claps et la rivière de la Cause (altitude 530 mètres), et suivait approximativement le tracé de l'actuelle route départementale 10 reliant Rians à Aix-en-Provence, via Vauvenargues et Saint-Marc-Jaumegarde. Sa longueur devait se situer entre 14 et 20 kilomètres. La maçonnerie est d'environ 90 centimètres de haut et 1,20 mètre de large. La canalisation est large de 60 centimètres sur 50 centimètres de hauteur.
On peut estimer qu'à partir du plateau du Cengle, le débit des eaux captées se réduit très fortement. Heureusement, la source de Vauvenargues vient alors y apporter ses eaux (altitude 420 mètres). Plusieurs historiens considèrent que cette seule source suffit à elle-même pour alimenter un aqueduc.
Même si aucun vestige n'a été retrouvé entre Vauvenargues et Aix, on suppose que l'aqueduc devait traverser la vallée du Prignon et passer au-dessus du hameau des Bonfillons (commune de Saint-Marc-Jaumegarde). Près de ce hameau, justement, une canalisation de 4 mètres a été observée par H. Marchesi, avant la construction du barrage de Bimont (1952).

#### Aqueduc de Saint-Antonin

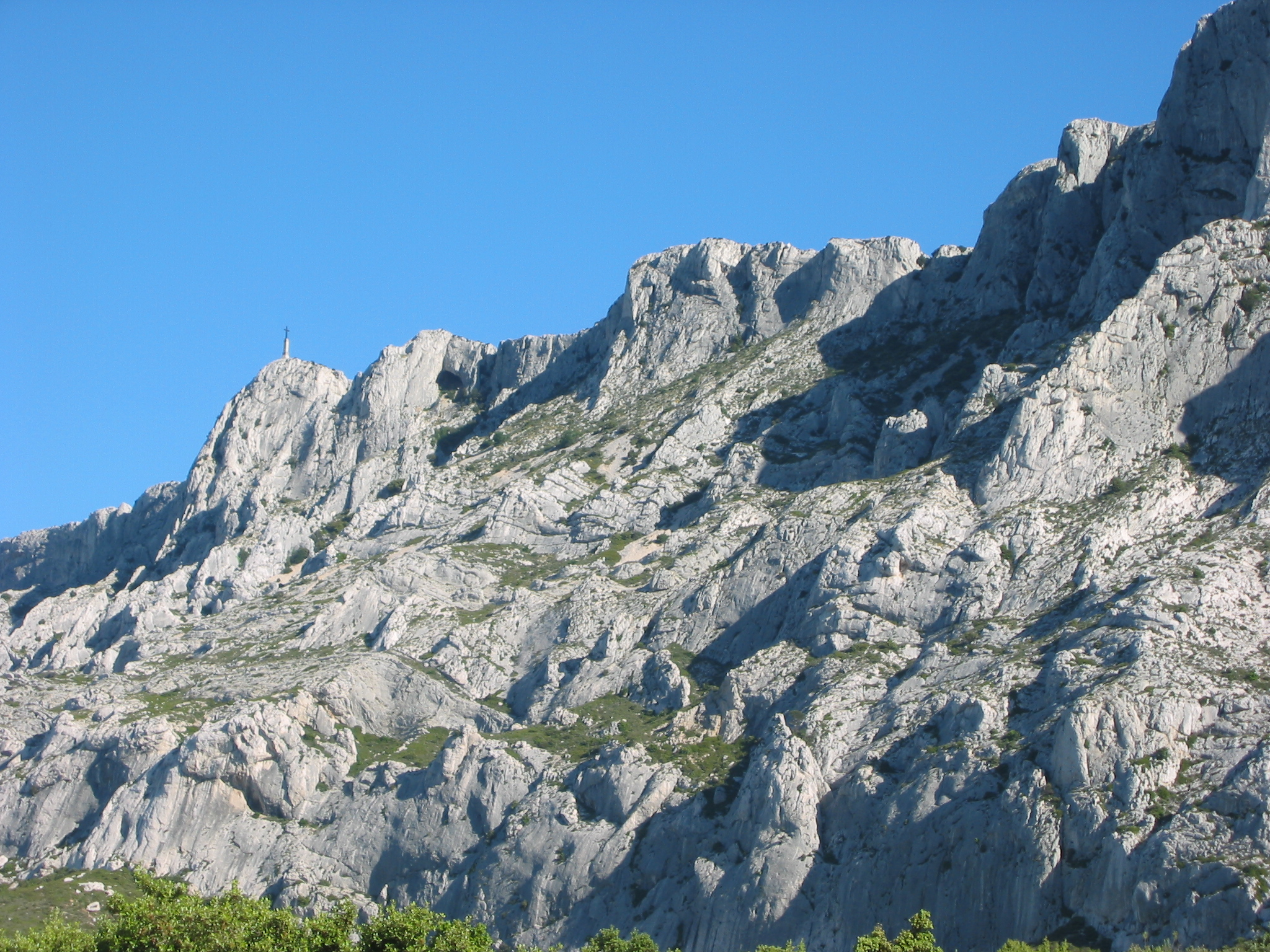
La montagne Sainte-Victoire entre Beaurecueil et Le Tholonet.

L'aqueduc de Saint-Antonin, aussi connu sous le nom d'aqueduc du Tholonet, a été bâti le long de la vallée du Bayon et peut être considéré comme le plus petit des aqueducs qui menaient l'eau à Aix. Il doit enjamber plusieurs cours d'eau, comme le ruisseau de Roques-Hautes. Pour l'abbé Chaillan, sa longueur est évaluée à 12 kilomètres. Outre Saint-Antonin-sur-Bayon, il traverse deux communes (Beaurecueil et Le Tholonet) avant d'atteindre Aix. On peut encore en observer des vestiges entre Le Tholonet et Beaurecueil. Après un passage sur les contreforts de la montagne Sainte-Victoire, l'aqueduc franchit le piémont du plateau de Bibemus où il franchit des ravins, dont celui de la Cause. Les travaux de J.-L. Charrière, de l'association archéologique Entremont, ont permis de déterminer que, dans la vallée de la Cause, l'aqueduc devait atteindre 30 mètres de longueur et 20 de hauteur, pour une épaisseur de 3,3 mètres. Sur le territoire d'Aix-en-Provence, son tracé serait le même, approximativement, que celui de l'aqueduc de François Zola (XIXe siècle).
On ne connaît l'endroit précis du captage antique. Il peut correspondre à celui qui sert aujourd'hui à l'alimentation du village de Saint-Antonin, près de l'oppidum qui surplombait la commune, au-dessus du plateau du Cengle. C'est la même source, appelée « fontaine romaine » qui a incité les Templiers à fonder la commanderie de Bayle à Saint-Antonin. La quantité d'eau que l'aqueduc charriait n'est pas connue, même si un acte notarié de 1900 atteste que la seule source du château, à Saint-Antonin, avait un débit d'au moins 20 litres par seconde. Ces sources étaient sans doute encore plus abondantes dans l'Antiquité, car les aménagements réalisés par les Romains pourraient avoir provoqué, sur des siècles, un enfoncement des sources et une perte du débit.
Quant à savoir où ces aqueducs aboutissaient précisément dans la ville d'Aix, les hypothèses restent entières. La plus vraisemblable serait que les aqueducs se rejoignaient au quartier Saint-Eutrope, au nord de la ville, plus précisément à l'angle de l'avenue Jules-Isaac et l'avenue de la Violette et qu'un bassin collecteur récupérait l'eau au niveau de l'actuel parking Pasteur. Une autre hypothèse est que l'aqueduc de Saint-Antonin n'alimentait pas Aix, mais de riches villae du piémont de Sainte-Victoire. Même si cette éventualité ne peut être totalement exclue, on a trouvé la preuve que certains domaines, comme celui de la Morée (à Meyreuil), possédaient un aqueduc propre. Celui de Saint-Antonin, en revanche, semble avoir eu pour destination l'alimentation en eau de la ville d'Aix et non simplement de villae.

#### Autres aqueducs du pays d'Aix
Il semble acquis par de nombreux archéologues qu'un aqueduc unique captait les eaux de la Concernade, ruisseau affluent de la Touloubre coulant à proximité de Lambesc, et les menait à Aix par Saint-Cannat et Éguilles. D'autres, en revanche, sont davantage sceptiques quant au rapport que l'on peut faire entre les structures observées dans la vallée de la Concernade et celles de la Touloubre. Sur la commune d'Éguilles, les vestiges repérés laissent envisager que des sources d'eau étaient captées sur le versant sud de la Trévaresse.

### Utilisation des eaux arrivant à Aix
Les aqueducs qui conduisent leurs eaux jusqu'à Aquae Sextiae remplissent au moins trois fonctions : ils assurent tout d'abord l'alimentation domestique des Aquenses. Le nombre important des habitants de la ville nécessite en effet l'apport de grandes quantités d'eaux. On estime que les aqueducs aixois font alors entrer environ 30 000 m3 d'eau par jour. Mais tant d'eau permet aussi l'entretien et le remplissage des bassins des domus de la ville, ainsi que le fonctionnement des fontaines publiques et des thermes, qui font la renommée d'Aix. On peut penser aussi que ces eaux sont employées à l'entretien et au nettoyage du réseau des égouts.
Toutefois, en période de sécheresse, l'eau doit probablement manquer. C'est sans doute pour cette raison que plusieurs aqueducs sont dédiés à l'approvisionnement de la ville d'Aix. Mais l'absence de citernes découvertes, contrairement à ce que l'on observe dans d'autres villes antiques, laisse entendre que le risque est plutôt faible et le manque d'eau rare. Quant aux eaux enlevées aux habitants des campagnes dont les sources sont exclusivement exploitées à l'attention des Aixois, on ne sait pas à quel point l'impact a pu être négatif pour les cultivateurs de la Sainte-Victoire.

### Utilisation agricole de l'eau
Un réservoir à contreforts de 28 mètres sur près de 12 mètres se situe sur la commune de Meyreuil (sud-est d'Aix-en-Provence), à proximité de la voie Aurélienne. Il a probablement une contenance d'un millier de mètres cubes. Il servait soit à l'alimentation d'une villa locale, soit à l'arrosage et l'irrigation des berges de l'Arc. De façon similaire se trouve sur la commune de Saint-Cannat (nord-ouest d'Aix-en-Provence) un massif de maçonnerie de 2,60 mètres de large. On pense qu'il peut être associé à un barrage collinaire.

### Les thermes romains

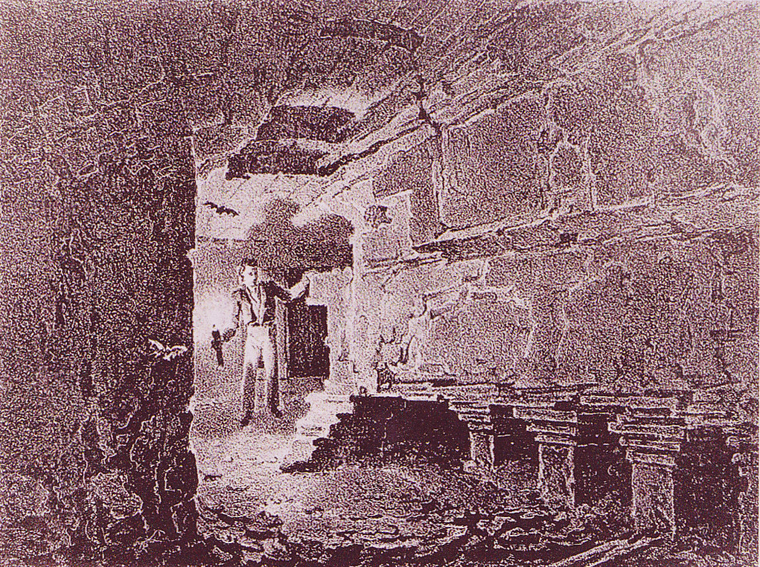
Intérieur des bains d'Aix-en-Provence, lithographie XIXe siècle.

Les premiers thermes aixois remontent à la seconde moitié du Ier siècle. Ils se situent approximativement à l'emplacement actuel des thermes de la ville, près du cours Sextius. Des fouilles archéologiques ont permis de mettre au jour un autel dédié au dieu gaulois Bormanus, aussi appelé Borvo, dieu des sources chaudes. Ce genre d'autel se situe d'ordinaire dans des thermes romains, ce qui atteste du caractère thermal de la ville d'Aquae Sextiae, mais rappelle aussi que, si la ville est romaine, sa population est gauloise pour l'essentiel et continue de vouer un culte à des divinités celtes.
Un site ayant abrité des thermes est formellement attesté par l'archéologie, il s'agit du quartier de l'Observance. D'autres lieux sont moins clairement identifiés.

#### Les thermes de l'Observance
L'identification de ce site, où se trouvent les thermes modernes d'Aix-en-Provence, dans la partie haute du cours Sextius, s'est faite en plusieurs étapes. En 1705, le médecin-historien aixois Honoré-Maria Lauthier affirme que les Romains, « ayant découvert la grande source de ces eaux qu'on voit à présent au-dessous du couvent de l'Observance, ils firent bâtir en ce lieu de plus grands et de plus magnifiques bains, ce qu'on a reconnu à l'étendue des vieux fondements qu'on en a déterrés depuis environ une année. » La découverte archéologique daterait donc de 1704. Une année qu'Étienne Garcin confirme dans son Dictionnaire de la Provence : « [Les eaux] n'ont été retrouvées qu'en 1704, en enlevant les décombres d'une vieille maison. Non seulement, on découvrit une source d'eau chaude qui sortait à gros bouillon, mais encore des bains dont les dimensions montraient assez qu'ils avaient été publics. » C'est sur ces fondements que sont alors érigés les nouveaux thermes de la ville et on érige une rotonde pour protéger la source et la rendre accessible gratuitement aux pauvres qui viennent y faire leurs ablutions ou y boire.

#### Autres sites de thermes
Des bains publics ont également existé au nord et au sud-ouest des thermes actuels. Par contre, la thèse selon laquelle le quartier des Bagniers abritait aussi des bains est infondée, malgré l'affirmation de quelques historiens aixois, comme Alexandre de Fauris de Saint-Vincens qui écrit en 1818 que des bains avaient été construits « à la rue des Bagniers qui en conserva le nom ». Jean Scholastique Pitton (1666) lui, parle d'une « salle de bain », sans en dire plus. La découverte n'a pu être confirmée par l'archéologie moderne.

## Moyen Âge

### Haut Moyen Âge
L'avènement du Moyen Âge marque un changement radical des mentalités dans la question du rapport de l'homme à l'eau. En 337, peu avant sa mort, l'empereur Constantin Ier embrasse le christianisme. Les règnes des empereurs Gratien et Théodose Ier (de 380 à 395) consacrent l’Église catholique au rang de religion d'État. Théodose, notamment, interdit toute forme de paganisme et impose le catholicisme comme référence aux peuples sur lesquels il règne. Cette religion n'accepte guère les ablutions que dans le cadre du baptême et voit d'un mauvais œil l'utilisation des bains publics. Il en est de même à Aix. L'historien aixois Pierre-Joseph de Haitze écrit que « le christianisme venu dominant dans la ville, les chrétiens, dont les mœurs étaient toutes saintes, ne voulurent pas souffrir plus longtemps un monument aussi détestable [les thermes] et le ruinèrent de fond en comble et ensevelirent toutes les marques de cette abomination afin de faire perdre le souvenir d'un culte qui faisait honte à l'honnêteté humaine. » Si la destruction totale des bains publics peut légitimement susciter la prudence, dans la mesure où ceux-ci ont probablement continué d'être fréquentés ultérieurement, il n'empêche que l'emploi des eaux est vivement réprouvé lorsque celles-ci sont liés au plaisir du bain, synonyme de volupté.
L'eau ne doit être, dès lors, plus qu'associée à la santé. Les thermes sont désormais abandonnés par ceux qui, dans les siècles passés, s'y prélassaient des journées entières. L'heure est aux eaux curatives et seuls les malades peuvent les fréquenter sans être vus d'un mauvais œil. L'arrivée du christianisme marque donc la fin d'une certaine vision de l'eau chaude aixoise. De Haitze précise que « l'usage de nos eaux chaudes semble avoir péri avec celui des bains dès le Ve et le VIe siècle. »
Les eaux d'Aix-en-Provence entrent alors dans un très long sommeil de plus d'un millénaire et devront attendre le XVIIe siècle pour retrouver leur lustre d'antan.

#### Le baptistère de la cathédrale

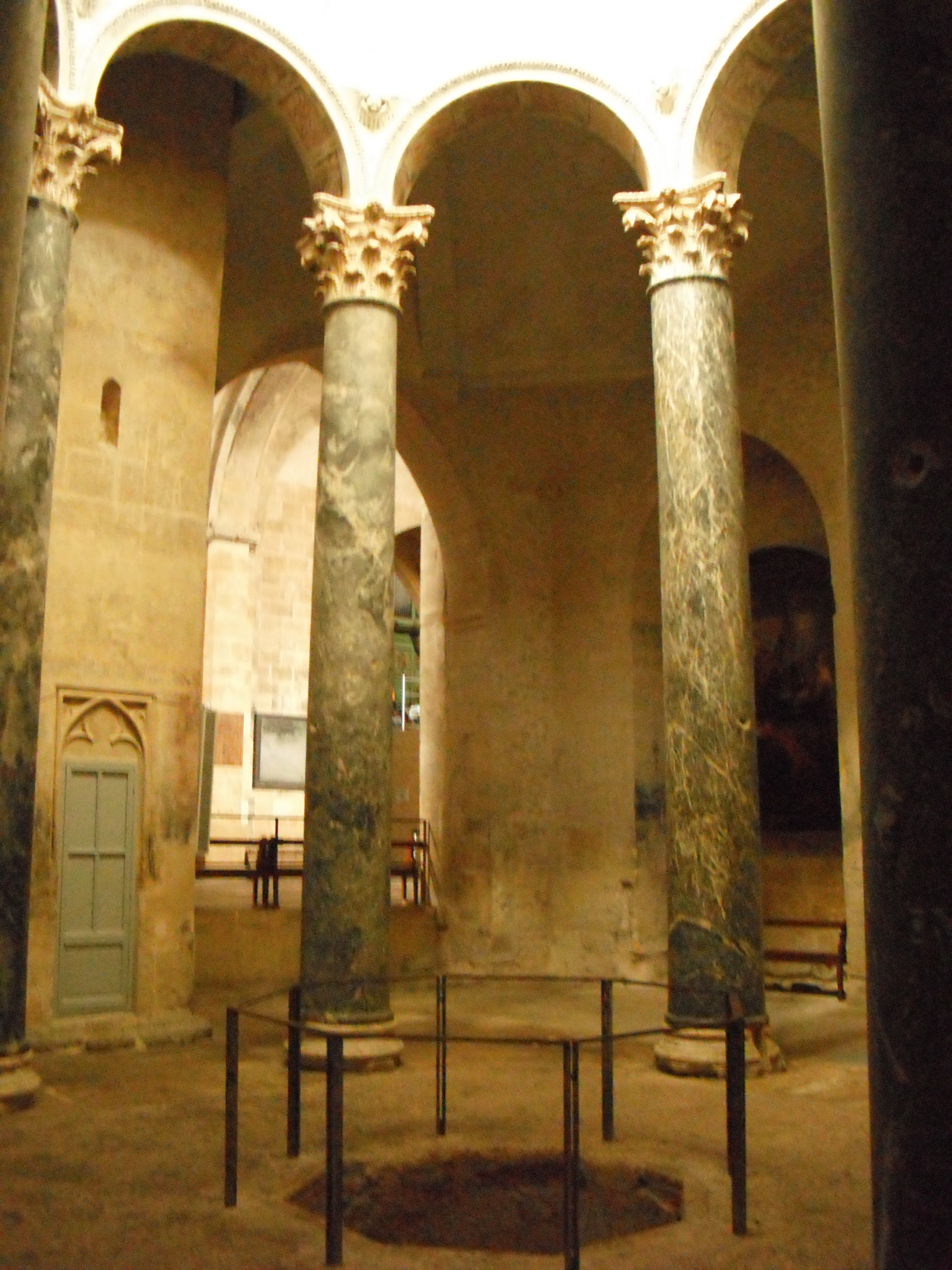
Baptistère de la cathédrale Saint-Sauveur.

Le baptistère de la cathédrale Saint-Sauveur a été construit au début du VIe siècle, voire du Ve siècle, sur l'emplacement de l'ancienne place du forum d'Aquae Sextiae. Il est contemporain des baptistères conservés de Riez, Fréjus, mais aussi Albenga, en Ligurie, et Djemila, en Algérie et figure parmi les plus anciens de France.

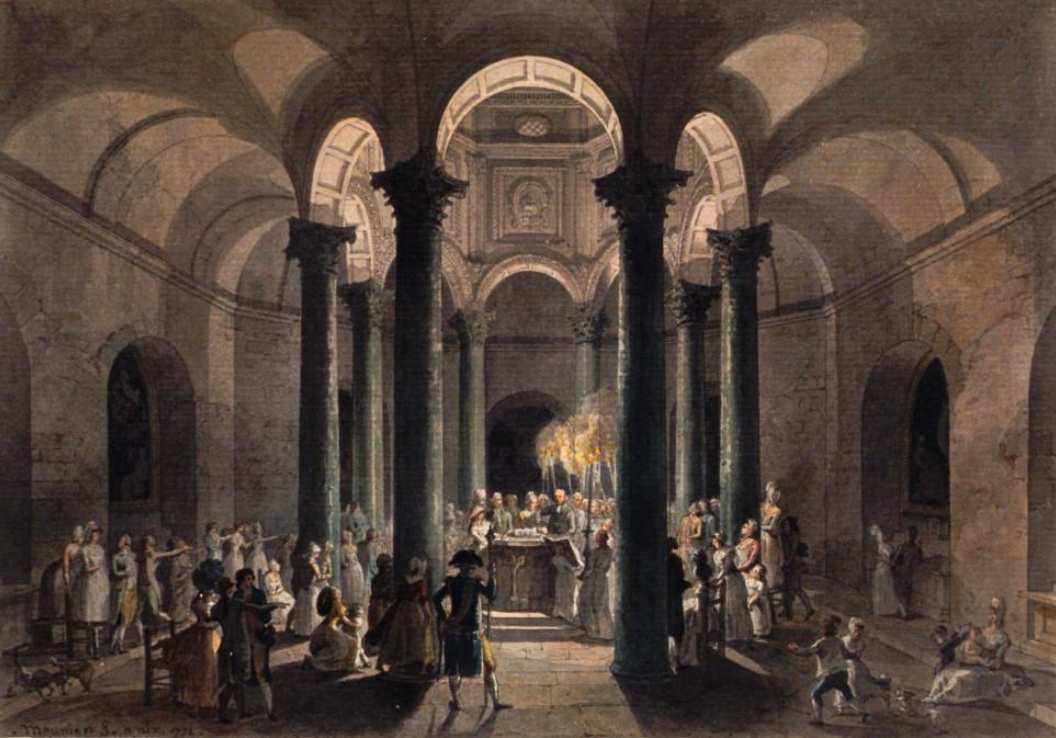
Vue intérieure du baptistère de la cathédrale d'Aix, Meunier, 1792.

Le baptistère octogonal, couronné en 1579 par le chanoine Jean de Léone, possède une coupole décorée de gypseries surmontant des colonnes d'époque romaine remployées. La cuve serait d'époque mérovingienne. On trouve sous les dalles du baptistère les caveaux de chanoines et d'archevêques.
Dès sa construction, le baptistère a été alimenté par les eaux chaudes provenant des thermes romains. Le baptême est alors administré par immersion totale. Une symbolique bien définie est alors attachée au sacrement du baptême. Celui-ci représente un moyen d'être enseveli dans la mort avec le Christ et de vivre la vie nouvelle, au moyen de l'illumination. L'édifice est orienté vers le soleil levant malgré les changements apportés au fil des siècles, notamment par l'ajout des colonnes en granit.
Son architecture actuelle est semble-t-il quasiment identique à celle qu'il avait au temps du forum romain. Huit colonnes l'entourent. On y attachait alors des étoffes pour cacher les catéchumènes des regards. Il a connu plusieurs transformations. La coupole date du XVIe siècle. De l'époque de sa construction ne subsistent plus que les bas des murs et la cuve baptismale. L'alimentation en eau courante du bassin se faisait par l'est, du côté extérieur à la cathédrale, par le moyen d'une annexe importante.

#### Les invasions et la ville d'Aix
La Provence subit plusieurs vagues d'invasions étrangères dès l'Antiquité tardive. Celles-ci se poursuivent au Haut Moyen Âge. Ainsi, les Lombards descendent de Germanie jusqu'en Italie et passe par la Provence qu'ils pillent. Sous l'empire carolingien, la région aura à subir les invasions répétées des Sarrasins du VIIIe au Xe siècle. Les documents archéologiques manquent pour indiquer la part de destruction qu'Aix a subi à la suite de ces attaques répétées. Pour Pierre-Joseph de Haitze, en revanche, la destruction est totale, ou presque : « Cette dévastation fut si grande qu'après leur retraite, on ne trouva d'entier en cette ville que les tours du palais, encore beaucoup endommagées, et quelques autres ouvrages des Romains enterrés. » Le doute peut entourer cette affirmation. Les bâtiments qui, pour de Haitze, ont résisté aux attaques, sont les bâtiments romains encore debout à son époque. Rien ne vient étayer une telle affirmation, même s'il est à supposer que la ville d'Aix subit probablement les conséquences des passages de ces troupes hostiles, tant militairement qu'économiquement.
Louis-Joseph-Marie Robert signale qu'après l'invasion de 794, de nombreux étrangers viennent à Aix « se baigner dans la piscine salutaire ». Cet édifice n'a rien à voir avec la magnificence des anciens thermes, mais rappelle qu'en dépit d'une réelle décadence économique de la ville, celle-ci conserve une partie des structures thermales qui ont fait sa renommée dans l'Antiquité.

#### Les puits d'Aix

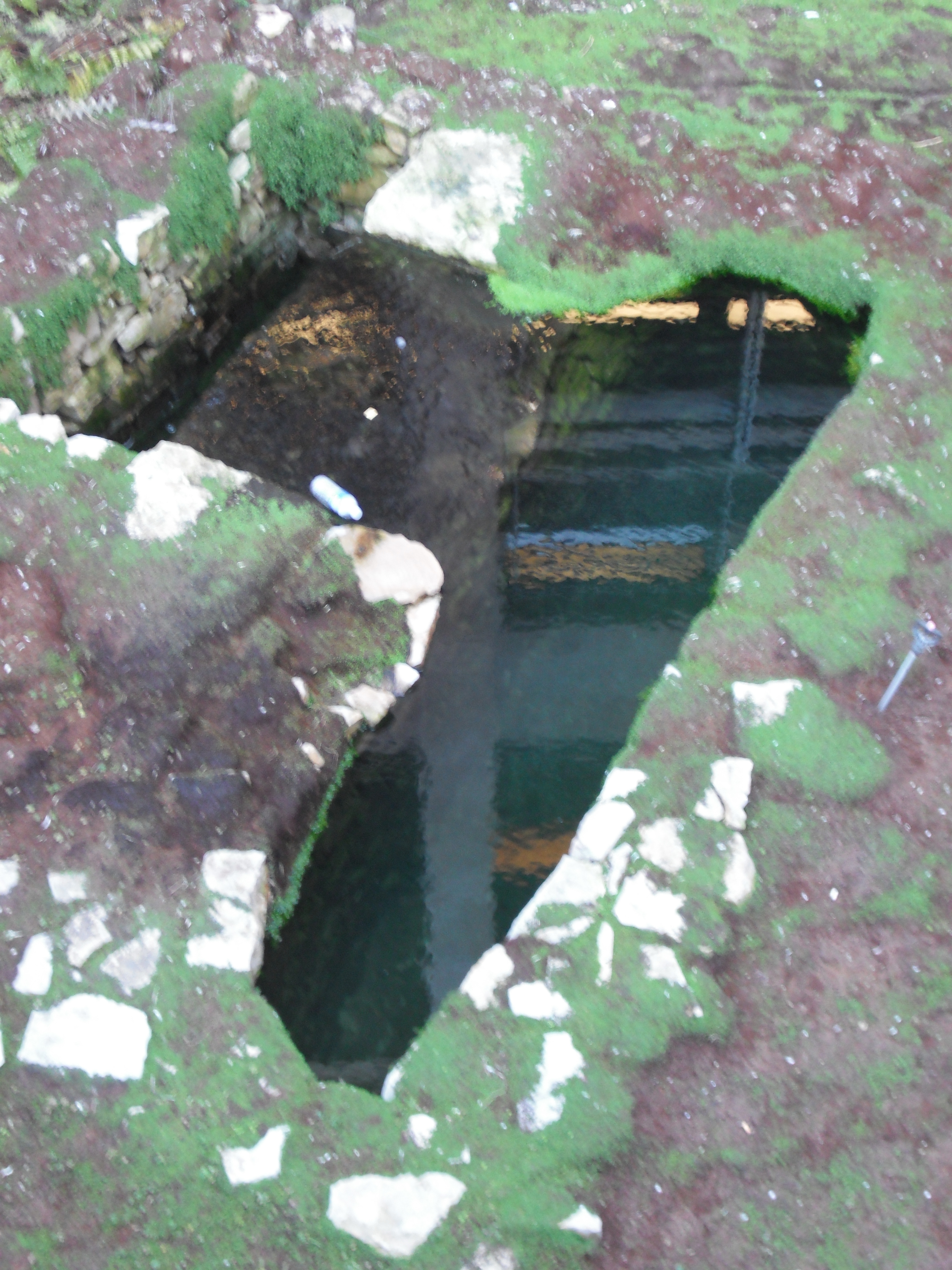
La noria du palais Monclar, à Aix-en-Provence.

Alors que les remparts de la ville sont fortifiés pour faire face aux attaques, la population d'Aix ne peut plus compter sur l'approvisionnement de la part des aqueducs qui ceinturent la région. Ceux-ci sont soient délabrés, soit subissent les attaques d'ennemis destinées à enclaver la cité et à l'assoiffer. Par chance, Aix possède des nappes phréatiques immenses, tant d'eaux froides que d'eaux chaudes, et doit procéder au creusement de puits qui assureront le rôle que jouaient jadis les aqueducs. C'est ainsi que fleurissent aux quatre coins de la ville des puits publics et privés.
Ces puits laisseront leur nom à des rues ou des édifices, comme la rue du Puits-Neuf ou la rue du Puits-Juif. Un cul-de-sac, situé dans l'actuelle rue du Félibre-Gaut, avait pour nom le « puits d'Anterre » (pous d’Anterro). Il s'agit d'un puits public situé dans une maison. Une porte de la ville était dénommée la « porte du Puits-Chaud », en référence sans doute à un ancien puits creusé à proximité et alimenté en eaux chaudes.
Parmi les découvertes archéologiques récentes, on peut citer la noria qui a été mise au jour lors des travaux du palais Monclar, sur le site de l'ancienne maison d'arrêt d'Aix. La découverte retarde alors les travaux, entamés en 1995. La noria, machine hydraulique mue par un manège, permet de déverser de l'eau dans une conduite, voire un aqueduc. Celle qui a été découverte à Aix est bien sûr en mauvais état et seules ses fondations ont été conservées. Mais elle permet d'envisager les alternatives à l'approvisionnement en eau par le moyen d'aqueducs qui se posent alors aux ingénieurs aixois. Cette noria est datée du Xe ou du XIe siècle, soit la toute fin du Haut Moyen Âge. La découverte a été jugée suffisamment importante pour être mise en valeur dans la cour du bâtiment qui l'abrite aujourd'hui : le palais de justice d'Aix-en-Provence. L'abbé Paramelle précise en 1859 que, en Provence, les puits à noria « servent à arroser de vastes jardins et même des prairies ».
Mais, dans la ville médiévale, les puits n'ont pas seulement la fonction d'arroser. Ils permettent aussi de lutter contre les incendies, nombreux dans une ville où le bois commence à prévaloir sur la construction en dur. Le plus important de ces puits, le Grand-Puits, est alors situé à l'angle des actuelles rues Nazareth et Papassaudi : une eau à 24 °C, dont le débit de 20 m3/h ne connaît aucune interruption, même en période sèche. C'est d'ailleurs dans ces moments de sécheresse qu'il est ouvert et mis à la disposition du public.

### Bas Moyen Âge
Alors que la ville d'Aix sort d'une longue période de ralentissement économique et démographique, les comtes de Provence (maisons d’Anjou et d’Aragon) décident d'en faire leur nouvelle résidence en 1189, au détriment des villes d'Arles et d'Avignon, d'où ils régnaient naguère. Cette position de force va non seulement donner à Aix le statut de capitale de Provence, mais surtout permettre un développement sans précédent de la ville. À ce titre, l'installation du bon roi René, duc d'Anjou, comte de Provence, roi titulaire de Sicile, au XVe siècle, marque l'âge d'or de la cité, qui conservera à jamais le titre de « cité du roi René ». Ce monarque, entouré d'une cour raffinée et lettrée, va faire d'Aix, dès 1409, un centre culturel et universitaire renommé, doter la ville d'une cour de justice et contribuer à son embellissement, après des siècles marqués par une stagnation économique.
Les eaux d'Aix ne sont alors utilisées que pour une consommation destinée soit aux professions liées au peignage de la laine, soit à la consommation destinée aux hommes et aux bêtes. Leur emploi à des fins curatives reste minoritaire. Pierre-Joseph Haitze précise toutefois que, au XIIe siècle, ces eaux permettent de soigner les malades du goitre et de l'écrouelle, qui venaient en grand nombre des Alpes et des Pyrénées.

#### Fontaines
Les fontaines existent à Aix depuis quasiment la fondation de la ville antique au IIe siècle av. J.-C. Mais Aix devient réellement une ville de fontaines au XVe siècle. Yolande d'Aragon, mère du roi René, permet la création de fontaines destinées au public en 1409, avec une amende de 100 marcs pour les « empêcheurs ». Dès lors, les fontaines se multiplient dans les trois bourgs d'Aix : le bourg Saint-Sauveur, la ville des Tours et la ville comtale. Elles sont avant tout destinées à l'usage domestique ainsi qu'à la consommation des bêtes.

#### Sources d'eau

##### Les Pinchinats et leurs cardeurs

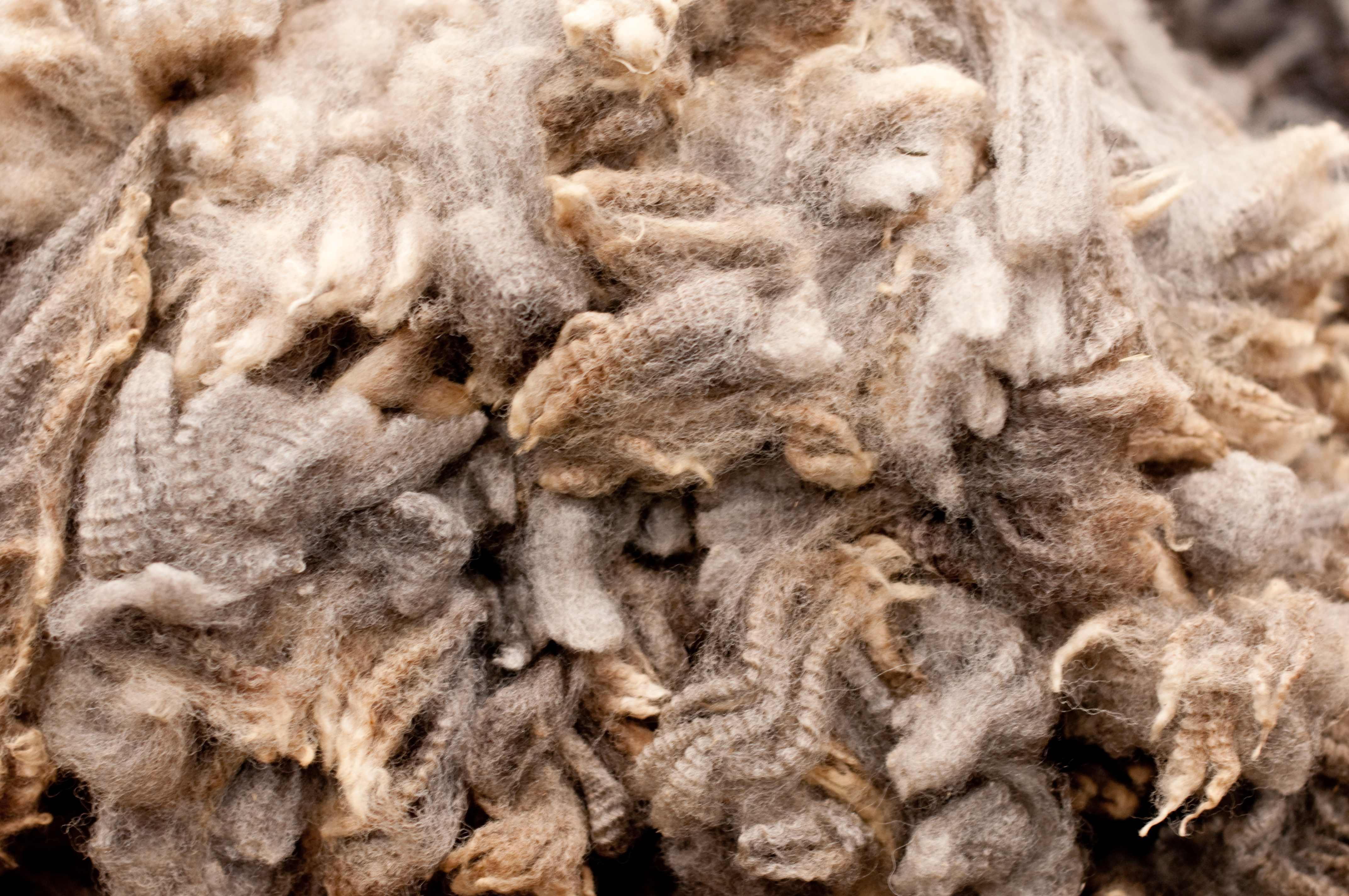
Laine fraîchement tondue.

Par sa situation, Aix se trouve idéalement placée sur la route de la transhumance. Tous les ans, les troupeaux de Basse-Provence (et notamment de la Crau) font une halte par Aix pour se rendre dans les Alpes du Sud. Ce passage permet à la ville d'en retirer des subsides, mais c'est surtout dans l'activité du traitement de la laine que certains quartiers d'Aix se spécialisent. Au quartier des Pinchinats, vallon verdoyant doté de sources d'eau pure, déjà utilisé par les Romains pour y faire passer leurs aqueducs, des ateliers de peignage s'installent. Ces pincheinats (« cardeurs ») font faire du traitement de la laine un commerce florissant. Rien que dans ce quartier, cinq moulins à eau utilisent l'eau du ruisseau  des Pinchinats. Entre 1399 et 1450, quatre d'entre eux sont transformés en ateliers à apprêter la laine : les paroirs. En ville, divers artisans entament des activités grandes consommatrices d'eau : les professions de tanneurs, de teinturiers, de cardeurs, etc. D'importants travaux sont effectués sous le règne du roi René. Les eaux de la région sont réquisitionnées ; un canal souterrain permet de conduire les eaux du grand puits jusque sous la rue des Tanneurs.

##### Autres activités consommatrices d'eau
Les rivières qui coulent sur le territoire d'Aix ne sont pas en reste. Les eaux de l'Arc, notamment, sont utilisées pour l'activité de la blanchisserie (au Tholonet surtout). Mais la taillanderie et la meunerie bénéficient aussi des innovations techniques du Moyen Âge. Une quinzaine de moulins à eau assurent l'exercice de ces professions en plein essor.

#### Bains

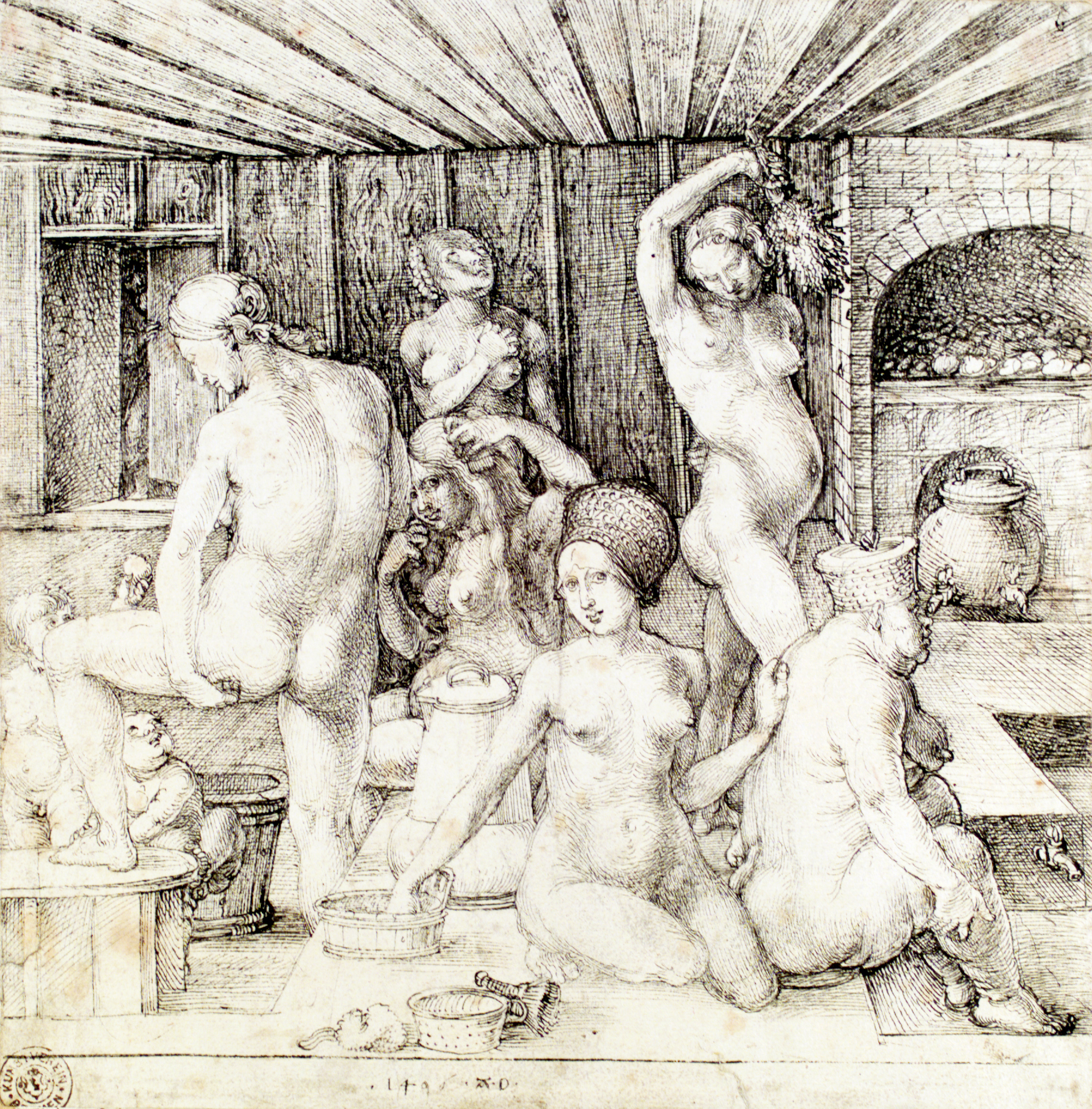
Femmes au bain (Albrecht Dürer, vers 1496).

Les bains posent très vite problème aux pouvoirs publics et ce, pour deux raisons au moins :
- La généralisation de la religion catholique dans la vie publique et privée trouve dans le culte de l'eau une résistance païenne. Charlemagne est de ceux qui s'élèvent « contre les insensés qui vont pratiquer les superstitions près des fontaines, et contre les curés qui négligent de corriger cet abus[59]. » Les tentatives pour réglementer la profession d'étuveur, notamment de la part du roi Louis IX[60], vont rester lettres mortes.
- Le bain public a une image de luxure dont il ne parvient pas à se défaire. La proximité de corps nus en vient rapidement à donner pour bon nombre de religieux une image de débauche. Cette réputation n'est pas forcément usurpée. Certains lieux de la ville d'Aix, notamment le quartier des Étuves et ses bains, voient à la nuit tombée des rassemblements clandestins dont le but est la satisfaction des plaisirs de la chair[61]. Une rue de ce quartier qui entoure les thermes modernes a longtemps porté le nom de « rue des Étuves » (das Estubos ou das Caoudanos en ancien provençal). L'historien Ambroise Roux-Alphéran précise que cette rue « est bordée de l'un et de l'autre côté de très vieilles maisons, au-dessous desquelles surgissent de nombreuses sources d'eaux thermales. Dans plusieurs caves de ces maisons, sont des bains antiques[62]. » Il faut sans doute chercher dans certaines de ces caves le lieu de ces réunions secrètes.

Pour tenter de mettre un terme à ces pratiques, l'ordre des Observantins entreprend l'achat dès 1457 des sources d'eau chaude de la ville, mais aussi leurs dépendances. En 1466, les moines édifient un couvent sur la principale source chaude et prennent soin d'aménager une piscine d'eau chaude dans le jardin du couvent pour permettre aux Aixois de profiter des bienfaits de l'eau de façon chrétienne. Pourtant, ils ne parviennent pas à faire disparaître tous les bains dans la ville et, à proximité même du couvent, on continue à causer « débauches, turpitudes, scandales ». Comme ultime recours, les religieux se tournent vers le Parlement d'Aix qui leur donne partiellement raison en 1530. Un arrêté stipule qu'« aucune femme impudique n'entrera point de jour ni de nuit aux étuves sous peine de foet ».

## Ancien Régime

### Les vertus prêtées aux eaux d'Aix

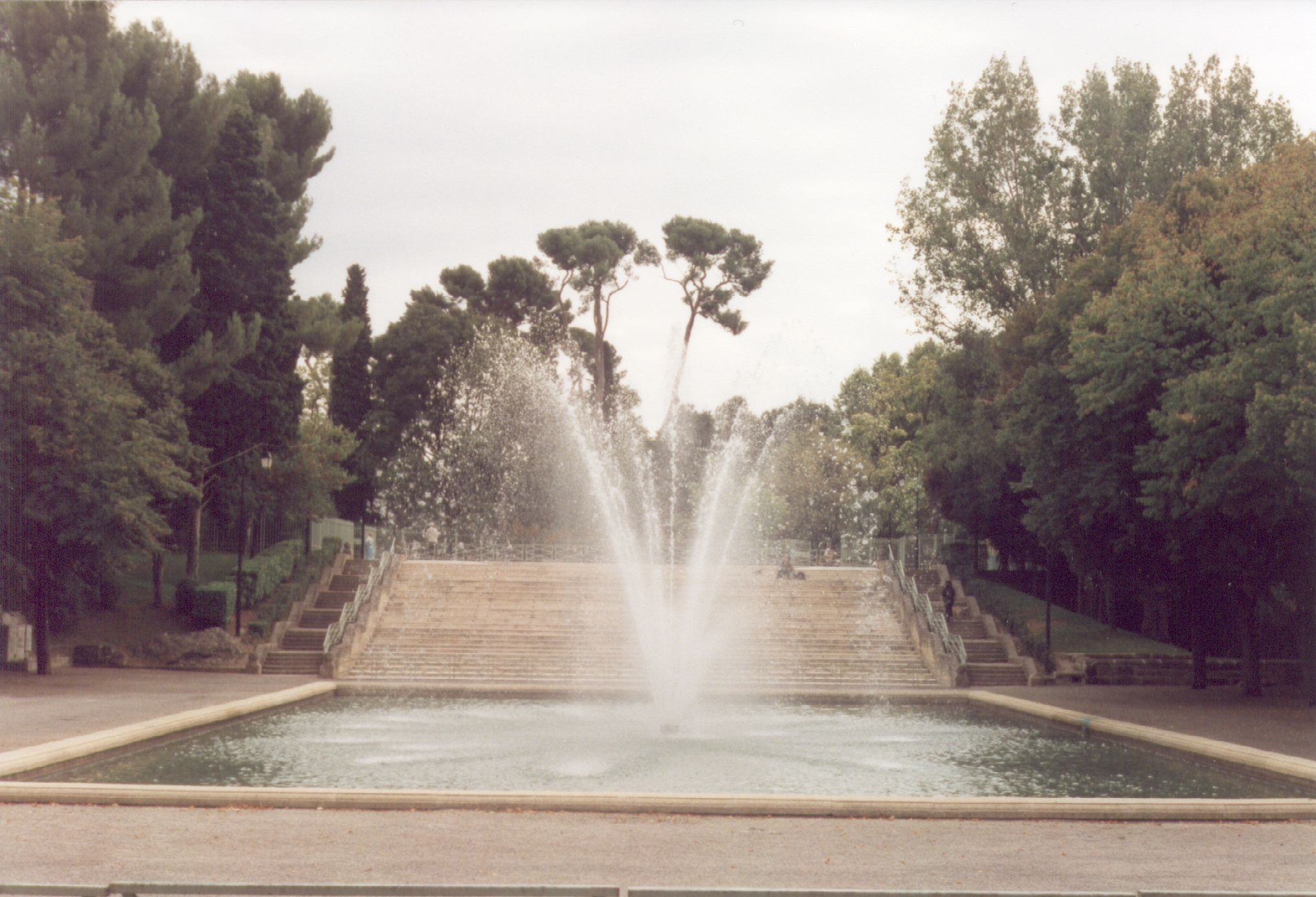
Fontaine du parc Jourdan (Aix-en-Provence).

Nombreux ont été les médecins et autres hommes de science qui se sont intéressés aux eaux d'Aix et en ont vanté à outrance les qualités, notamment sous l'Ancien Régime. La plupart d'entre eux leur prêtent des vertus quasi miraculeuses. Pour le médecin aixois Honoré-Maria Lauthier (1705), « les eaux de notre ville sont merveilleuses, elles ont même quelque chose de divin. » On atteste des bienfaits qu'elles ont sur de nombreuses maladies. Si elles n'ont pas d'effet sur « les gens vieux, bilieux et faibles, les jeunes, maigres et secs [et] les mélancoliques adultes », elles sont en revanche à conseiller aux « personnes d'un tempérament sanguin & chargées de cuisine, les corps humides et pituiteux, les hommes voraces et embarrassés de crudités. » Elles soignent de nombreux troubles de santé : les règles douloureuses, les douleurs de la rate et des entrailles et les virus ; elles empêchent la stérilité. Lauthier affirme notamment que, après avoir bu de l'eau « suivant [s]on avis », « deux dames de cette ville mariées et stériles » sont devenues fertiles.
En 1833, Philibert Patissier reprend les mêmes thèmes dans son Manuel des eaux minérales de la France... : « Comme eaux tièdes, elles assouplissent la peau, relâchent les tissus qui sont dans un état de tension et de rigidité morbide. Elles conviennent dans les rétractions musculaires, les ankyloses fausses, les rhumatismes chroniques, les paralysies récentes, les dartres, la gale, la couperose. [...] En boisson, les eaux d'Aix sont utiles contre les engorgements des viscères abdominaux, la suppression des règles, les flueurs blanches, la gravelle. »

## Époque moderne
Au début du XVIe siècle, la ville d'Aix ne dispose pour son alimentation en eau que de quelques sources et une vingtaine de puits. Un événement va donner à la ville la perspective de se donner de nouvelles sources d'alimentation. En 1559, Adam de Craponne réussit à amener l'eau de la Durance à la ville de Salon en creusant un canal de 30 kilomètres depuis la Roque d'Anthéron. La question est immédiatement posée de faire de même pour Aix. Ce sera long et difficile, une des difficultés principales étant que pour que l'éventuel canal arrive dans la ville, à une altitude de 200 mètres au moins, la prise d'eau sur la Durance devra se faire au mieux au défilé de Chanteperdrix, voire plus en amont, et le canal devra ensuite traverser ou contourner plusieurs massifs importants.

### Le projet de Craponne
Sollicité, Adam de Craponne soumet au Conseil de la ville, en octobre 1565, un projet dont il détaille le financement mais ne précise pas le tracé. Malgré l'avis favorable de la commission chargée de l'étudier, aucun début de réalisation n'a lieu. Par contre le projet de Craponne est repris comme référence dans plusieurs déclarations d'intentions au cours du siècle suivant. Ainsi en 1662 une commission du roi Louis XIV adressée au sieur Colomby, avocat au Parlement d'Aix, préconisait « un canal de la Durance qui pût venir jusqu'à Aix et de là se jeter à l'étang de Berre (...) ». Pourtant rien n'est fait.

### Le projet Floquet
La grande peste de 1720 relance le besoin de procurer à la ville d'Aix une alimentation en eau convenable. Le 4 février 1724 l'assemblée des États de Provence déplore que « depuis longtemps la Provence et surtout les villes d'Aix et de Marseille soupirent après le canal tiré des rivières de Durance et de Verdon » et « supplient le Roi de bien vouloir agréer ce canal ».
Malgré les objections des ingénieurs désignés pour travailler sur le sujet, Jean-André Floquet, architecte hydraulique, dépose en 1734 un projet inspiré de ceux de Craponne et Colomby, visant à amener l'eau de la Durance de Mirabeau à Aix et de là à l'étang de Berre par l'Arc. Puis il ajoute qu'il pourrait tout aussi bien faire aller le canal d'Aix jusqu'à Marseille. Après délibération du Parlement en 1737, il est officiellement décidé de construire un canal de la Durance à Aix et Marseille, qui sera nommé « Canal de Provence », puis, en 1750, « Canal de Richelieu en Provence ». 
Ce couplage de la desserte des villes d'Aix et Marseille est une révolution à la fois dans les rapports entre les deux villes et dans la conception même du tracé du futur canal. Car pour atteindre Marseille le canal doit passer le seuil de Plan de Campagne, et pour cela il doit avoir atteint Aix à une altitude nettement supérieure. Floquet prétend y parvenir en maintenant la prise sur la Durance à Mirabeau, au prix cependant du percement de deux importants souterrains (5 et 2,5 km).
Ce n'est qu'en 1752 que la compagnie créée à cet effet par Floquet commence les travaux, mais elle se trouve rapidement en difficultés financières. En 1771 Floquet meurt, et les travaux sont suspendus. Dans les décennies suivantes, de nombreuses tentatives sont faites pour relancer le projet, quitte à le modifier plus ou moins sérieusement. Aucune n'aboutira, et le projet Floquet sera définitivement condamné en 1834 par la décision de la ville de Marseille de se doter de son propre canal.

### Le Barrage Zola
Le 31 mars 1838, François Zola, ingénieur italien établi à Marseille, dépose auprès de la ville d'Aix un projet particulièrement novateur : il propose d'utiliser les eaux de la Cause, petit affluent de l'Arc qui sinue dans des gorges au-dessus du Tholonet, non pas en prenant l'eau au fil du courant selon l'usage, mais en la stockant dans trois barrages successifs qui se rempliront à la saison des pluies et restitueront l'eau à la saison sèche, assurant la continuité de l'alimentation en eau de la ville. Avantage non négligeable, le site est situé à moins de 10 kilomètres de la ville, et la construction d'un canal d'amenée sera aisée, donc économique, suivant plus ou moins le tracé de l'ancien aqueduc romain de Saint-Antonin.
Cette technique du « barrage réservoir » est à l'époque un pari audacieux, mais la commission d'enquête le valide, le Ministère donne un avis favorable, et le contrat définitif est signé le 19 avril 1843, et validé par ordonnance royale du 31 mai 1844.
La construction d'un premier barrage commence en janvier 1847, mais François Zola meurt le 27 mars d'une pneumonie attrapée sur le chantier. Les travaux sont arrêtés et ne peuvent reprendre qu'en juillet 1853 dans le cadre d'une Société du Canal d'Aix nouvellement créée, et se terminent dans les délais initialement prévus fin 1854. Après deux ans de contrôles de sécurité, et le creusement d'un canal d'amenée de 7 kilomètres dont seulement 65O mètres en souterrain et deux aqueducs, dont celui dit du Petit Roquefavour, la connexion est effectuée avec un anneau de distribution ceinturant les boulevards de la ville.
Cependant il n'y aura pas d'autre « barrage Zola », la ville ayant donné la priorité à la recherche d'une alimentation par l'eau du Verdon, plus abondante quoique plus coûteuse à amener. Par contre, par un curieux retournement de circonstances, un grand frère lui a été donné un siècle plus tard à deux kilomètres en amont : le barrage de Bimont, pièce maîtresse du canal de Provence.

### Le canal du Verdon
Alors même que le canal Zola est en cours de réalisation, il apparaît déjà qu'il ne suffira pas à alimenter Aix et son terroir. La municipalité veut un canal d'un débit suffisant pour non seulement alimenter la ville (et ses fontaines) en eau potable mais aussi assurer l'irrigation du terroir environnant, le fonctionnement de tous engins à entrainement hydraulique et même le transport par flottaison. De Tournadre est chargé d'élaborer un tel canal. Son avant-projet, en 1856, prévoit une prise sur le Verdon en aval de Quinson et un aboutissement à 320 mètres d'altitude sur le plateau de Saint-Hippolyte, d'où partiront 8 branches desservant les différents bassins secondaires (dont celui d'Aix-ville). Un décret de l'empereur du 20 mai 1863 concède à la ville d'Aix « l'établissement et l'exploitation d'un canal dérivé du Verdon pour l'irrigation, la mise en jeu d'usines et la distribution générale d'eau aux habitants. »

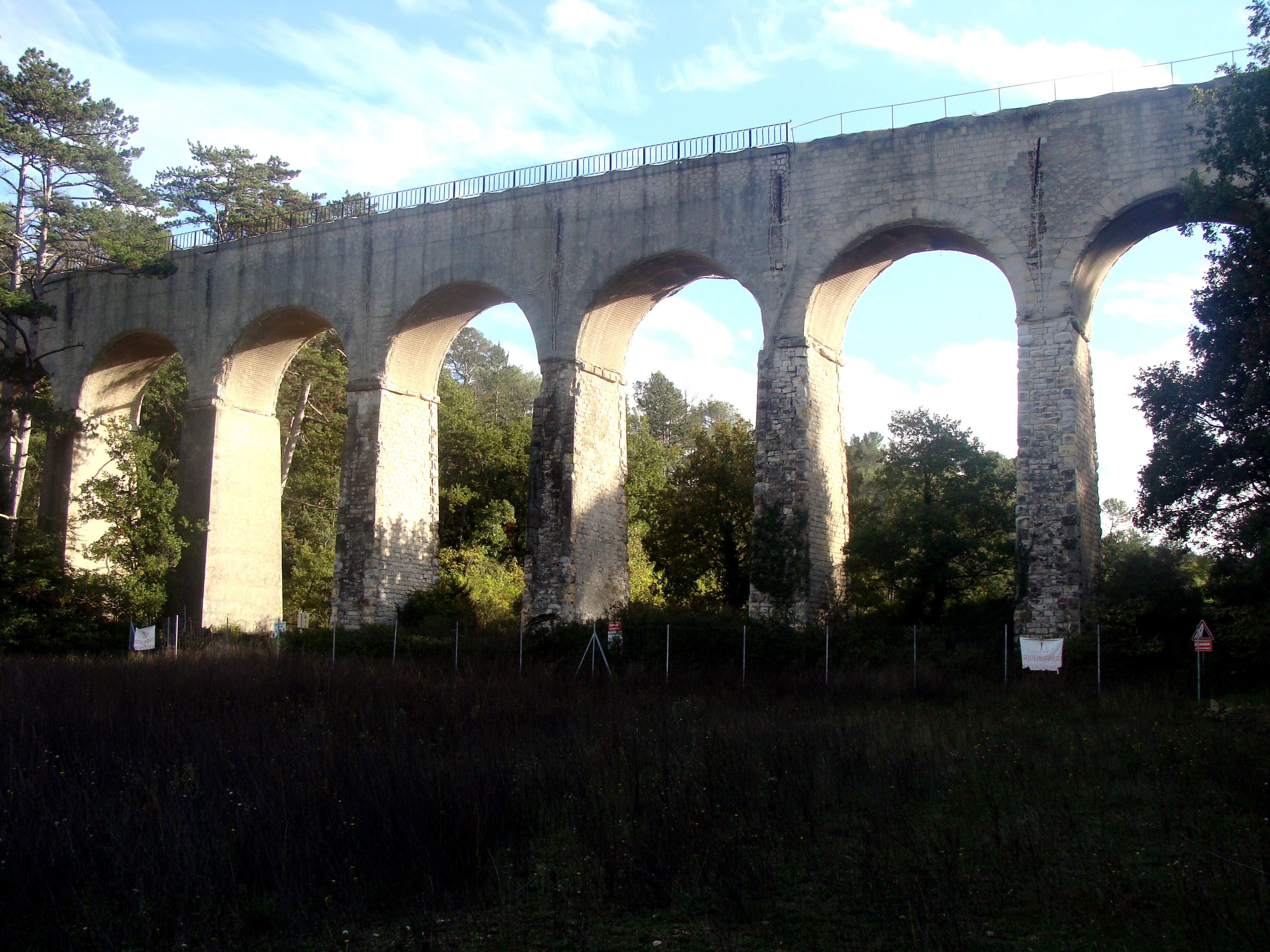
L'aqueduc de Parrouvier

Cette fois le projet sera réalisé. Les travaux de la branche-mère commencent en 1865 et se terminent en 1875. Elle mesure 82 kilomètres, dont 20 en souterrains, et comporte 3 importants viaducs, dont celui de Parrouvier (144 mètres de long, 21,5 mètres de tirant d'air). Sur la dérivation desservant la ville d'Aix, le viaduc de la Calèche est long de plus de 1100 mètres.
La mise en exploitation complète du canal du Verdon est effective au 1er avril 1877.
Ainsi, à la fin du XIXe siècle, malgré un débit insuffisant (4,5 m3/s au lieu des 6 m3/s du projet initial) et quelques incidents notables (écroulement du viaduc de Parrouvier en 1890), les habitants d'Aix ont l'eau potable à domicile -- en mode de distribution « à la caisse »: l'eau est amenée par gravité en haut de chaque maison ou immeuble, et se distribue dans les caisses situées dans chacun des appartements, où les occupants prélèvent selon leurs besoins, et surtout selon la quantité disponible (ce système perdurera dans les vieux quartiers jusqu'au milieu du XXe siècle).

## LeXXesiècleaixois
Le 12 mars 1913, Raymond Poincaré, le président de la République, signe un décret reconnaissant le caractère thermal de la ville d'Aix.